# Jens Semjan

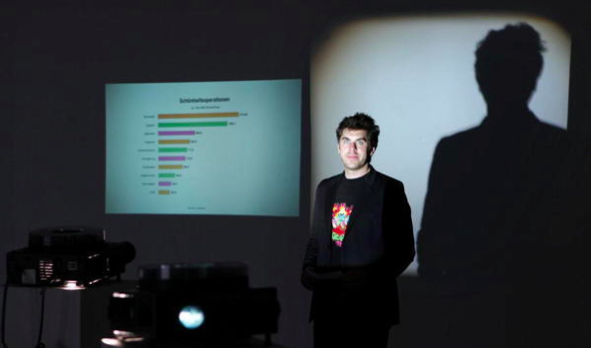
Jens Semjan 2010

Jens Semjan (* 13. Februar 1979 in Ulm) ist ein deutscher Unternehmer, Konzeptkünstler, Kommunikations- und Medientheoretiker.

## Leben und Werk
Jens Semjan studierte von 2001 bis 2006 an der Akademie der Bildenden Künste in München und war Meisterschüler von Joseph Kosuth. Er setzt sich für eine kritische Prüfung der öffentlichen und kommunalen Kulturförderung ein. Er begründet dies mit der angespannten Haushaltslage und der Priorität von Bildungseinrichtungen wie Schulen und Kindergärten vor Theatern und Kunstmuseen. „Auch Museen und Theater sollen die Möglichkeit erhalten, nachhaltig zu wirtschaften …“
Die gesellschaftliche Wichtigkeit der Konzeptkunst sieht er ausschließlich in ihrem Bildungsauftrag und ihrem Aufklärungswert: „Informationen müssen einfach und allgemeinverständlich sein. Dies gilt auch für die Kunst.“ Der Künstler lebt in Brüssel und München.
Semjan nutzt verschiedenste Medien zum Ausdruck der meist politischen Konzepte: Die Siebdrucke auf Stahl werden monatelang der Witterung ausgesetzt. Unbedruckte Bildbereiche korrodieren und schaffen eine eigene Bildsprache. Zahlreiche Siebdrucke des Künstlers waren 2009 in der Leipziger Baumwollspinnerei zu sehen.
Gänzlich aus Pappe und Papier produzierte er 2007 ein Großmodell des Oval Office. Die 16 m² große Installation Park View Office to Let ist auch Bestandteil der Holland Paper Biennial 2010 im CODA Museum, Apeldoorn, Holland.
Die jüngsten Museumsausstellungen wie That's all Folks! in den Stadshallen, Brügge, Belgien und The Grand Insolvency Show, die in Kooperation mit dem Journalist und PR-Berater Bernhard Lermann in der Lothringer13 - Städtische Kunsthalle München sowie im Stadthaus Ulm entstand, ernteten eine breite Presseresonanz:
- „Jens Semjan und Bernhard Lermann erzeugen mit ihrem verspielten Katalog etwas, was aufbereitetem Zahlenmaterial nicht ohne weiteres zugeschrieben wird: Verblüffung, dann Staunen und letztlich den Verlust jeglicher Sicherheit … Die Künstler legen arithmetische Äquatorialbänder um den Globus und demonstrieren gleichzeitig, dass Statistiken Leere erzeugen.“ (Die Welt, Februar 2010)
- „Langsam, aber verlässlich werfen die Dia-Projektoren eine Statistik nach der anderen an die Wände des Raums. Eine Bildwelt aus klaren geometrischen Figuren: Kreise, Säulen und Linien.“ (Süddeutsche Zeitung, Februar 2010)
- „In Ulm werden Statistiken zu Kunstwerken“ (DRS 2, August 2010)
- „… die erste Erkenntnis dämmert einem schon nach wenigen Minuten: Es gibt nichts zu was es keine Statistik gibt.“ (SWR Fernsehen, August 2010, verfügbar auf  youTube)
- „Polemisch, witzig und völlig unlösbar“ (Südwest Presse, August 2010)

Jens Semjan erhielt Projektförderungen der Allianz Kulturstiftung, der Erwin-und-Gisela-von-Steiner-Stiftung und der Karin Abt-Straubinger Stiftung. Seine Werke befinden sich in zahlreichen Sammlungen, u. a. der Kunstsammlung der Allianz SE und der Alpine Bau Deutschland AG.

## Unternehmerische Tätigkeit

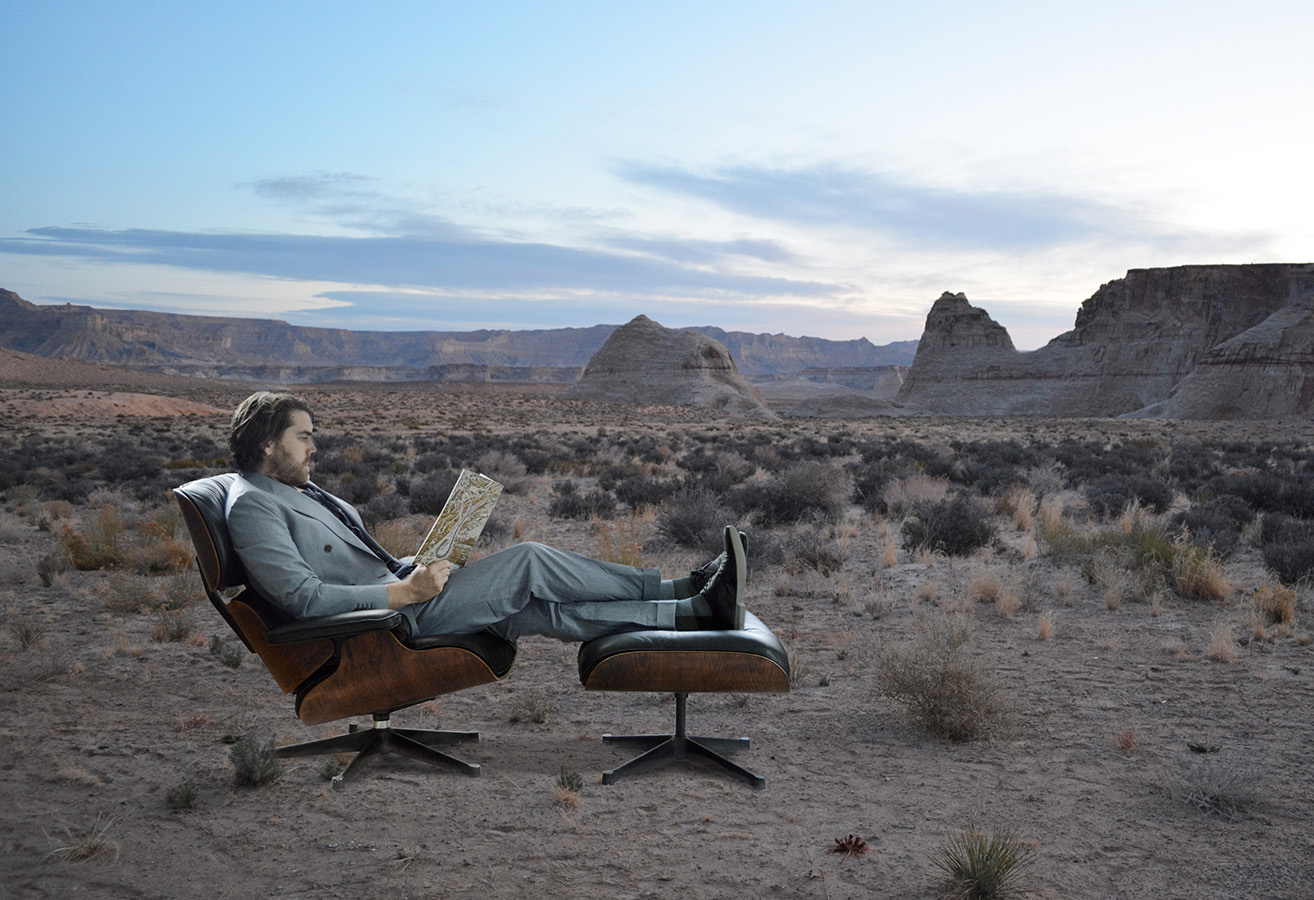
Jens Semjan auf einem Eames Lounge Chair in Utah

2015 gründete Jens Semjan die MidModern GmbH. MidModern verkauft Möbel Designklassiker des 20. Jahrhunderts z. B. den Eames Lounge Chair. Der Firmenname stammt vom englischen Begriff Mid-century modern, der eine Entwicklungsepoche des 20. Jahrhunderts in Architektur & Städteplanung, Interior-, Produkt- und Grafikdesign zwischen 1933 und 1965 beschreibt. Als einer von wenigen Händler weltweit bietet MidModern Designermöbel zahlreicher weltbekannter Marken außerhalb selektiver Vertriebssysteme an, was dem Unternehmen bereits öffentliche Anfeindungen von Möbelkonzernen beschert hat. Jens Semjan kritisierte bereits 2016 in einem Zeitungsartikel in der Frankfurter Allgemeinen Zeitung die teils verbreitete Preisbindung der Hersteller im Handel mit Designermöbeln.

## Publikationen
- Jens Semjan: Of Romantic Ideas and the Cruel Truth, LfA Förderbank Bayern, 2005
- Ostrale'09 – Internationale Kunstausstellung für zeitgenössische Künste, Dresden, 2009
- Michel Dewilde, Jerome Jacobs: That's all Folks!, Stad Brugge, 2009
- artenews – Arts En Belgique, Bruxelles, 2009
- Holland Papier Biennale 2010, Rijswij, 2010, ISBN 978-90-801242-6-4
- Gemacht! Done!, Berlin, 2015, ISBN 978-3-95763-241-8
- 2050: A Brief History of the Future, Royal Museums of Fine Art Belgium, 2015, ISBN 9789461612540